# Llista d'asteroides/215501-215600
| Nom      | Designació provisional | Data de descobriment   | Lloc de descobriment | Descobridor/s              |
| -------- | ---------------------- | ---------------------- | -------------------- | -------------------------- |
| 215501 - | 2002 TF257             | 9 d'octubre de 2002    | Socorro              | LINEAR                     |
| 215502 - | 2002 TJ300             | 15 d'octubre de 2002   | Palomar              | NEAT                       |
| 215503 - | 2002 TE312             | 4 d'octubre de 2002    | Apache Point         | Sloan Digital Sky Survey   |
| 215504 - | 2002 TZ329             | 5 d'octubre de 2002    | Apache Point         | Sloan Digital Sky Survey   |
| 215505 - | 2002 TZ363             | 10 d'octubre de 2002   | Apache Point         | Sloan Digital Sky Survey   |
| 215506 - | 2002 TY371             | 10 d'octubre de 2002   | Apache Point         | Sloan Digital Sky Survey   |
| 215507 - | 2002 TJ382             | 5 d'octubre de 2002    | Apache Point         | Sloan Digital Sky Survey   |
| 215508 - | 2002 TK382             | 9 d'octubre de 2002    | Palomar              | NEAT                       |
| 215509 - | 2002 TL382             | 15 d'octubre de 2002   | Palomar              | NEAT                       |
| 215510 - | 2002 UN2               | 28 d'octubre de 2002   | Socorro              | LINEAR                     |
| 215511 - | 2002 UY3               | 26 d'octubre de 2002   | Haleakala            | NEAT                       |
| 215512 - | 2002 UF14              | 29 d'octubre de 2002   | Palomar              | NEAT                       |
| 215513 - | 2002 UP19              | 30 d'octubre de 2002   | Haleakala            | NEAT                       |
| 215514 - | 2002 UC50              | 31 d'octubre de 2002   | Socorro              | LINEAR                     |
| 215515 - | 2002 UR53              | 29 d'octubre de 2002   | Apache Point         | Sloan Digital Sky Survey   |
| 215516 - | 2002 UQ64              | 30 d'octubre de 2002   | Apache Point         | Sloan Digital Sky Survey   |
| 215517 - | 2002 UZ74              | 18 d'octubre de 2002   | Palomar              | NEAT                       |
| 215518 - | 2002 UY76              | 31 d'octubre de 2002   | Palomar              | NEAT                       |
| 215519 - | 2002 VD15              | 5 de novembre de 2002  | Haleakala            | NEAT                       |
| 215520 - | 2002 VG29              | 5 de novembre de 2002  | Socorro              | LINEAR                     |
| 215521 - | 2002 VJ35              | 5 de novembre de 2002  | Socorro              | LINEAR                     |
| 215522 - | 2002 VZ56              | 6 de novembre de 2002  | Kitt Peak            | Spacewatch                 |
| 215523 - | 2002 VB59              | 6 de novembre de 2002  | Needville            | Needville                  |
| 215524 - | 2002 VZ71              | 7 de novembre de 2002  | Socorro              | LINEAR                     |
| 215525 - | 2002 VU72              | 7 de novembre de 2002  | Socorro              | LINEAR                     |
| 215526 - | 2002 VV83              | 7 de novembre de 2002  | Socorro              | LINEAR                     |
| 215527 - | 2002 VT89              | 8 de novembre de 2002  | Socorro              | LINEAR                     |
| 215528 - | 2002 VQ91              | 11 de novembre de 2002 | Socorro              | LINEAR                     |
| 215529 - | 2002 VK101             | 11 de novembre de 2002 | Socorro              | LINEAR                     |
| 215530 - | 2002 VE103             | 12 de novembre de 2002 | Socorro              | LINEAR                     |
| 215531 - | 2002 VS105             | 12 de novembre de 2002 | Socorro              | LINEAR                     |
| 215532 - | 2002 VW105             | 12 de novembre de 2002 | Socorro              | LINEAR                     |
| 215533 - | 2002 VG111             | 13 de novembre de 2002 | Socorro              | LINEAR                     |
| 215534 - | 2002 VV113             | 13 de novembre de 2002 | Palomar              | NEAT                       |
| 215535 - | 2002 VF128             | 14 de novembre de 2002 | Socorro              | LINEAR                     |
| 215536 - | 2002 WQ3               | 24 de novembre de 2002 | Palomar              | NEAT                       |
| 215537 - | 2002 WQ6               | 24 de novembre de 2002 | Palomar              | NEAT                       |
| 215538 - | 2002 WU10              | 25 de novembre de 2002 | Palomar              | NEAT                       |
| 215539 - | 2002 WN12              | 27 de novembre de 2002 | Anderson Mesa        | LONEOS                     |
| 215540 - | 2002 WL13              | 30 de novembre de 2002 | Socorro              | LINEAR                     |
| 215541 - | 2002 WU16              | 28 de novembre de 2002 | Haleakala            | NEAT                       |
| 215542 - | 2002 WT25              | 16 de novembre de 2002 | Palomar              | NEAT                       |
| 215543 - | 2002 XD                | 1 de desembre de 2002  | Socorro              | LINEAR                     |
| 215544 - | 2002 XH18              | 5 de desembre de 2002  | Socorro              | LINEAR                     |
| 215545 - | 2002 XB25              | 5 de desembre de 2002  | Socorro              | LINEAR                     |
| 215546 - | 2002 XF51              | 10 de desembre de 2002 | Socorro              | LINEAR                     |
| 215547 - | 2002 XE56              | 8 de desembre de 2002  | Haleakala            | NEAT                       |
| 215548 - | 2002 XA64              | 11 de desembre de 2002 | Socorro              | LINEAR                     |
| 215549 - | 2002 XQ85              | 11 de desembre de 2002 | Socorro              | LINEAR                     |
| 215550 - | 2002 WX20              | 5 de desembre de 2002  | Socorro              | LINEAR                     |
| 215551 - | 2002 YR36              | 27 de desembre de 2002 | Palomar              | NEAT                       |
| 215552 - | 2003 AJ18              | 5 de gener de 2003     | Anderson Mesa        | LONEOS                     |
| 215553 - | 2003 AB42              | 7 de gener de 2003     | Socorro              | LINEAR                     |
| 215554 - | 2003 AX51              | 5 de gener de 2003     | Socorro              | LINEAR                     |
| 215555 - | 2003 AK63              | 8 de gener de 2003     | Socorro              | LINEAR                     |
| 215556 - | 2003 AD85              | 7 de gener de 2003     | Socorro              | LINEAR                     |
| 215557 - | 2003 BJ10              | 26 de gener de 2003    | Anderson Mesa        | LONEOS                     |
| 215558 - | 2003 BJ57              | 27 de gener de 2003    | Socorro              | LINEAR                     |
| 215559 - | 2003 BL76              | 29 de gener de 2003    | Palomar              | NEAT                       |
| 215560 - | 2003 BM88              | 27 de gener de 2003    | Socorro              | LINEAR                     |
| 215561 - | 1991 VC11              | 8 de febrer de 2003    | Socorro              | LINEAR                     |
| 215562 - | 2003 CN20              | 9 de febrer de 2003    | Palomar              | NEAT                       |
| 215563 - | 2003 DZ17              | 19 de febrer de 2003   | Palomar              | NEAT                       |
| 215564 - | 2003 DG24              | 28 de febrer de 2003   | Socorro              | LINEAR                     |
| 215565 - | 2003 EO26              | 6 de març de 2003      | Anderson Mesa        | LONEOS                     |
| 215566 - | 1998 HG112             | 8 de març de 2003      | Socorro              | LINEAR                     |
| 215567 - | 2003 EF62              | 10 de març de 2003     | Kitt Peak            | Spacewatch                 |
| 215568 - | 2003 FK25              | 24 de març de 2003     | Kitt Peak            | Spacewatch                 |
| 215569 - | 2003 FM25              | 24 de març de 2003     | Kitt Peak            | Spacewatch                 |
| 215570 - | 2003 FK48              | 24 de març de 2003     | Kitt Peak            | Spacewatch                 |
| 215571 - | 2003 FK49              | 24 de març de 2003     | Haleakala            | NEAT                       |
| 215572 - | 2003 FE54              | 25 de març de 2003     | Palomar              | NEAT                       |
| 215573 - | 2003 FN61              | 26 de març de 2003     | Palomar              | NEAT                       |
| 215574 - | 2003 ED61              | 26 de març de 2003     | Palomar              | NEAT                       |
| 215575 - | 2003 FU74              | 26 de març de 2003     | Palomar              | NEAT                       |
| 215576 - | 2003 FK75              | 27 de març de 2003     | Palomar              | NEAT                       |
| 215577 - | 2003 FL81              | 27 de març de 2003     | Socorro              | LINEAR                     |
| 215578 - | 2003 FH82              | 27 de març de 2003     | Palomar              | NEAT                       |
| 215579 - | 2003 FY88              | 29 de març de 2003     | Kitt Peak            | Spacewatch                 |
| 215580 - | 2003 FP96              | 30 de març de 2003     | Kitt Peak            | Spacewatch                 |
| 215581 - | 2003 FP127             | 29 de març de 2003     | Kitt Peak            | Spacewatch                 |
| 215582 - | 2003 GS10              | 3 d'abril de 2003      | Haleakala            | NEAT                       |
| 215583 - | 2003 GL29              | 7 d'abril de 2003      | Socorro              | LINEAR                     |
| 215584 - | 2003 GF36              | 5 d'abril de 2003      | Anderson Mesa        | LONEOS                     |
| 215585 - | 2003 GO39              | 7 d'abril de 2003      | Kitt Peak            | Spacewatch                 |
| 215586 - | 2003 GB43              | 9 d'abril de 2003      | Palomar              | NEAT                       |
| 215587 - | 2003 GO44              | 9 d'abril de 2003      | Haleakala            | NEAT                       |
| 215588 - | 2003 HF2               | 24 d'abril de 2003     | Anderson Mesa        | LONEOS                     |
| 215589 - | 2003 JO7               | 2 de maig de 2003      | Socorro              | LINEAR                     |
| 215590 - | 2003 KY10              | 23 de maig de 2003     | Kitt Peak            | Spacewatch                 |
| 215591 - | 2000 QD53              | 18 de juliol de 2003   | Siding Spring        | R. H. McNaught             |
| 215592 - | 2003 PR4               | 3 d'agost de 2003      | Norma Rose           | J. Riffle i W. K. Y. Yeung |
| 215593 - | 2003 QG9               | 20 d'agost de 2003     | Campo Imperatore     | CINEOS                     |
| 215594 - | 2000 WJ38              | 23 d'agost de 2003     | Socorro              | LINEAR                     |
| 215595 - | 2003 QZ35              | 22 d'agost de 2003     | Socorro              | LINEAR                     |
| 215596 - | 2003 QT41              | 22 d'agost de 2003     | Socorro              | LINEAR                     |
| 215597 - | 2003 QZ76              | 24 d'agost de 2003     | Socorro              | LINEAR                     |
| 215598 - | 2003 QE111             | 31 d'agost de 2003     | Socorro              | LINEAR                     |
| 215599 - | 2003 RN1               | 2 de setembre de 2003  | Reedy Creek          | J. Broughton               |
| 215600 - | 2003 RM13              | 15 de setembre de 2003 | Palomar              | NEAT                       |